# Село имени Полины Осипенко
Село и́мени Поли́ны Осипе́нко — село в Хабаровском крае России, административный центр муниципального района имени Полины Осипенко. Единственный населённый пункт и административный центр одноимённого сельского поселения.
Село расположено на реке Амгунь.
С 2002 года действует православный храм.

## История

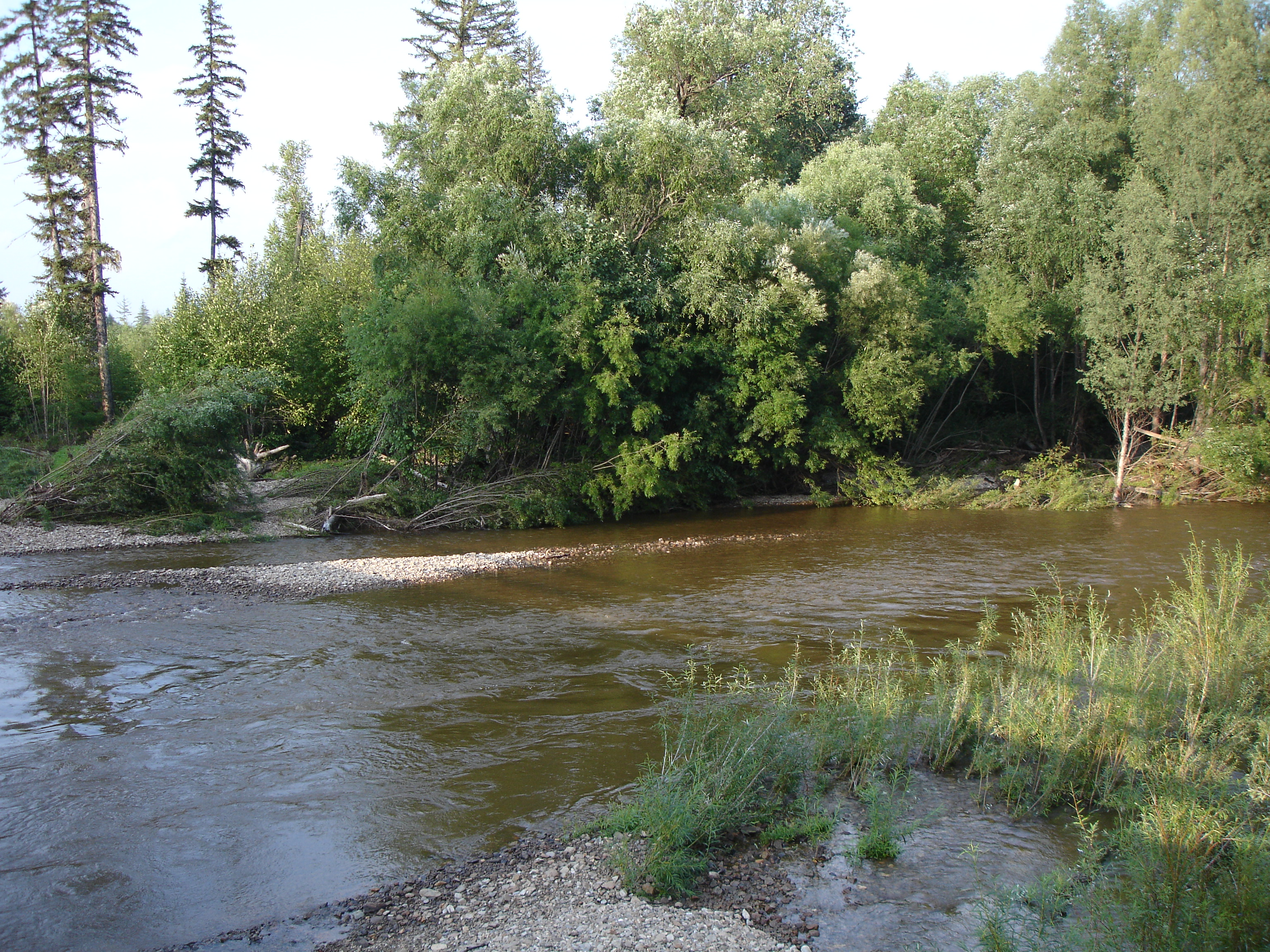
Тайга Дальнего Востока около села имени Полины Осипенко, Хабаровский край

Село было основано в 1870 году, до 1939 года называлось Керби. В 1920 году неподалёку от села был предан суду и казнён зачинщик Николаевского инцидента Яков Тряпицын и его соратники, его могила не найдена. Село переименовано в честь лётчицы Полины Денисовны Осипенко, совершившей в составе экипажа беспосадочный перелет «Москва—Дальний Восток», завершившийся на территории района.

## Население
| 1926  | 1933  | 1939  | 1959  | 1970  | 1979  | 1989  |
| ----- | ----- | ----- | ----- | ----- | ----- | ----- |
| 343   | ↗400  | ↗1402 | ↗1773 | ↗2296 | ↘2139 | ↗2586 |
| 1992  | 2002  | 2010  | 2011  | 2012  | 2013  | 2014  |
| ↗2900 | ↘2554 | ↘2252 | ↘2249 | ↘2213 | ↘2172 | ↘2117 |
| 2015  | 2016  | 2017  | 2018  | 2019  | 2020  | 2021  |
| ↘2047 | ↗2059 | ↘2034 | ↘1997 | ↘1942 | ↗1949 | ↘1894 |
| 2023  |       |       |       |       |       |       |
| ↘1817 |       |       |       |       |       |       |

## Связь
Сотовая связь представлена операторами МТС, «Мегафон», «билайн»,"Теле 2"

## Транспорт
Сельское поселение находится на значительном удалении от других крупных населённых пунктов, расстояние по дороге до Хабаровска — 723 км, до Комсомольска-на-Амуре — 321 км.

### Автомобильный
Имеется постоянно действующая автодорога идущая от станции Постышево (посёлок Березовый) через Бриакан. Действует маршрут междугородних сообщений — каждый день от гостиницы «Пять Звёзд» отходит автобус маршрута №308 до Хабаровска.

### Авиационный
С внешним миром сельское поселение связано круглогодичным воздушным сообщением. На территории сельского поселения находится аэропорт авиакомпании «Восток» с грунтовой взлётно-посадочной полосой длиной 1150 метров, так же выполняется постоянный рейс авиакомпанией «Хабаровские авиалинии» и заказные рейсы на вертолёте Ми-8 авиакомпанией «Орлан» (ранее авиакомпания «Авис Амур»).

### Речной
Поздней весной, летом и ранней осенью, активно используется речной транспорт, постоянных маршрутов не имеется.

## Климат
Климат резко континентальный с муссонными чертами. Зима характеризуется морозной ясной погодой, лето — относительно тёплое и влажное.
| Показатель                                      | Янв.  | Фев.  | Март  | Апр. | Май  | Июнь | Июль | Авг. | Сен. | Окт.  | Нояб. | Дек.  | Год   |
| ----------------------------------------------- | ----- | ----- | ----- | ---- | ---- | ---- | ---- | ---- | ---- | ----- | ----- | ----- | ----- |
| Абсолютный максимум, °C                         | −1,2  | 2,4   | 10,4  | 23,9 | 30,6 | 36,2 | 38,4 | 36,9 | 30,7 | 19,9  | 7,5   | 0,0   | 36,9  |
| Средняя температура, °C                         | −26,2 | −21   | −10,8 | 0,7  | 8,3  | 14,2 | 17,7 | 16,1 | 9,9  | 1,0   | −13,2 | −24,3 | −2    |
| Абсолютный минимум, °C                          | −51,5 | −49,9 | −40,6 | −30  | −8,4 | −2,7 | −1,4 | −3   | −12  | −22,5 | −44,8 | −50,9 | −51,5 |
| Норма осадков, мм                               | 13    | 7     | 13    | 27   | 52   | 60   | 74   | 93   | 67   | 49    | 24    | 14    | 493   |
| Источник: ФГБУ "ВНИИГМИ-МЦД", Thermo Karelia.Ru |       |       |       |      |      |      |      |      |      |       |       |       |       |